# 齋藤孝司
齋藤 孝司（さいとう たかし、1972年 - ）は、日本の寿司職人。

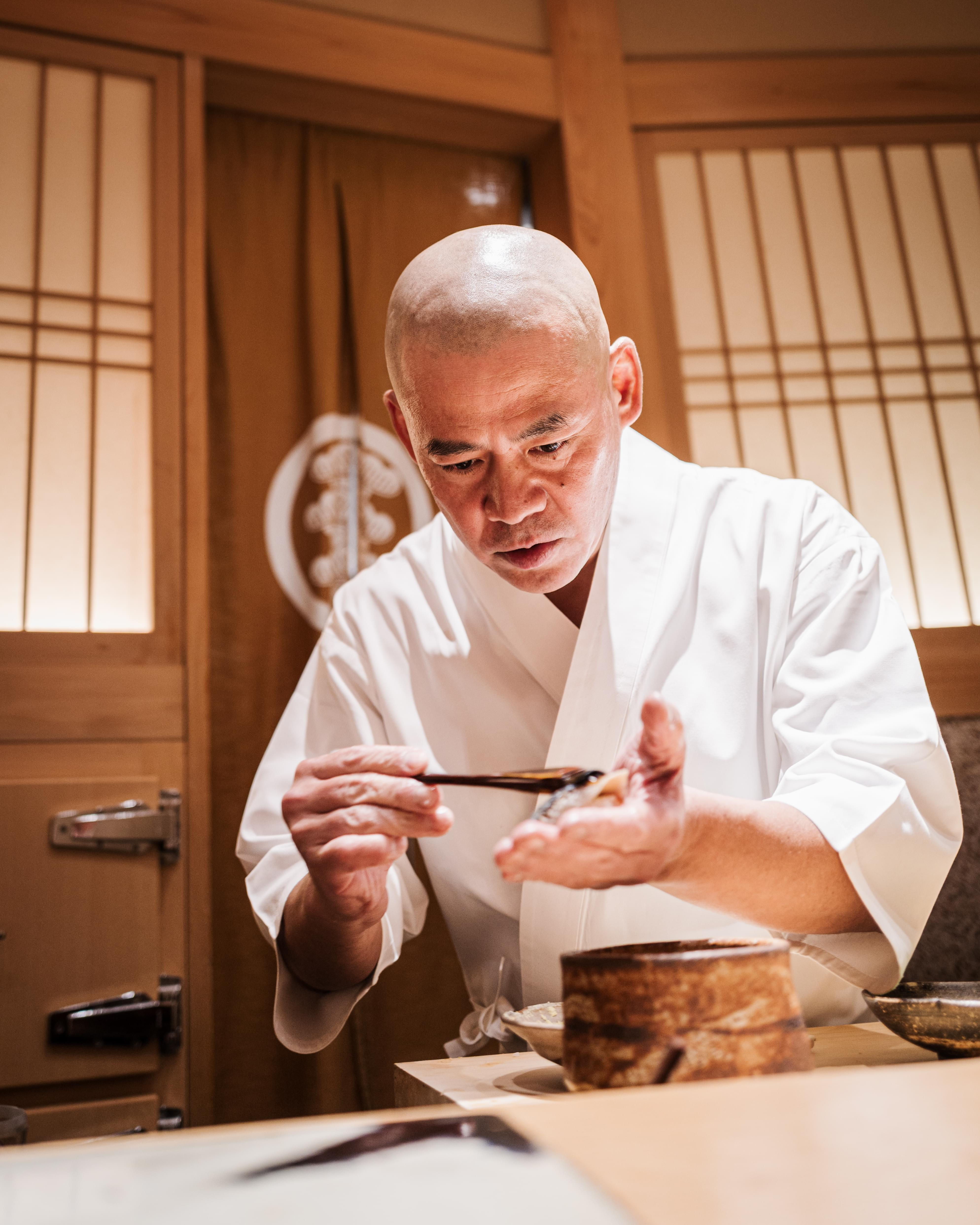
寿司を握る斎藤孝司（鮨 さいとうにて、2023年）

自身の寿司店『鮨さいとう』はミシュランガイド東京で三つ星を獲得していた。

## 人物・経歴
1972年、千葉県に生まれる。
高校卒業後に銀座の有名寿司店で寿司職人としての修行を積む。寿司職人を選んだ理由は特になく、「強いて言えばかっこよく見えたから」と齋藤は語っている。その後、「鮨かねさか」立ち上げ時より務め、さらなる技術を磨く。鮨かねさかの店主・金坂真次について齋藤は「仕込み、仕上がり、仕事の全てにおいてきれいでかっこよくみえた」と語り、本気で寿司職人の道を歩もうと思うきっかけになったとしている。
山梨県は、県産品のブランド力強化のために、美食顧問を設置。2023年（令和5年）3月17日に「鮨さいとう」の店主、齋藤に第1号を委嘱した。

## 鮨さいとう
店長を務めていた「鮨かねさか」赤坂店を、2007年の独立と共にに同じ店舗を『鮨さいとう』に改名している。2014年に赤坂から六本木に移転。
開店と同年にミシュラン1つ星を獲得し、2008年には2つ星、2009年には3つ星を獲得している。2018年まで3つ星を維持していたが、2019年に星を返上した。
2018年に「フォーシーズンズ・ホテル・香港」に出店し、以降、鮨さいとうやプロデュース店など7店舗（2024年6月時点）を展開している。いずれの店も予約至難店として知られる。

## 著作
- 齋藤孝司『鮨さいとう 鍛錬と挑戦』KADOKAWA、2024年。ISBN 978-4044007775。